# Bajo continuo
El bajo continuo (del it.: basso continuo, en ocasiones aparece abreviado b. c.) consiste en una forma de cifrado armónico. Su origen data del periodo barroco, que por ello ha sido denominado en música la era del bajo continuo. Al emplear esta técnica, el compositor escribe una línea de bajo que generalmente cuenta con números (cifras) anotados que indican a los intérpretes qué acordes deben ser construidos en las voces superiores.

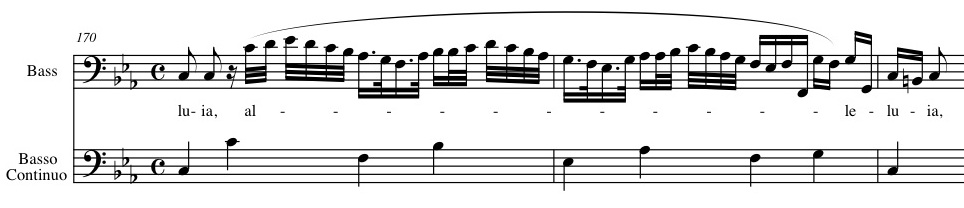
Ejemplo tomado de una obra de Buxtehude. El compositor escribió solamente la parte solista y la voz de bajo.

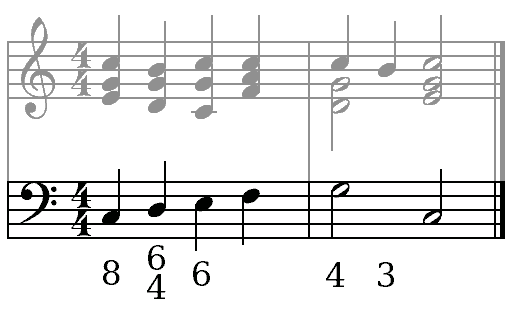
Un ejemplo de bajo continuo con cifrado.

El bajo continuo es ejecutado por uno o varios instrumentos, típicamente un instrumento polifónico y armónico (es decir, capaz de producir acordes o polifonía) como los instrumentos de teclado (clavicordio, pianoforte, clavecín, órgano) u otros como el arpa y el laúd, con la voz de bajo simultáneamente a cargo de un instrumento de tesitura grave como el violoncello, la viola da gamba, el violone o el fagot.

## Historia
El bajo continuo tuvo su origen en ciertos métodos puestos en práctica en el siglo XVI, cuando algunas composiciones corales (como los motetes) eran acompañadas por el órgano a través de una técnica que consistía en improvisar los acordes que mejor se avenían a la armonía del conjunto. Su antecedente fue el basso seguente.
Esta técnica llegó a su pleno desarrollo en los dos siglos siguientes y es característica del Barroco, donde fue utilizada por los principales compositores como Bach, Händel o Vivaldi. En ese periodo alcanzó un grado de madurez excepcional, trasladándose al dominio de la música de cámara y de orquesta. Perdió importancia con el advenimiento del clasicismo.

## Tratados y fuentes históricas

### Tradición italiana
Los tratados provenientes de las distintas capitales musicales italianas son una importante fuente de información. También consideramos fuentes alemanas que refuerzan las prácticas italianas:
- Penna, Lorenzo,  Li Primi Albori Musicali per li Principianti della Musica Figurata, Dal Terzo appariscono li Fondamenti per suonare L’Organo, ó Clavicembalo sopra la Parte. (Bologna, 1672)[1]
- Muffat, Georg , Regulae Concentuum Partiturae, A-Wm 1 B7, (1699)[2]
- Gasparini, Francesco, L'Armonico Pratico al Cimbalo, (Venecia, 1708)[3]
- Tonelli, Antonio, Realizaciones escritas de las 12 sonatas Op.5 de Arcangelo Corelli.[4]
- Heinichen, Johann David, Der General-Bass in der Composition, (Dresde, 1728)[5]
- Geminiani, Francesco, A Treatise of Good Taste in the Art of Musick, (Londres, 1749)[6]
- Geminiani, Francesco, The Art of Accompaniament, (Londres, 1756-7)[7]

### Tradición francesa
Los principales textos que estudian la tradición francesa de bajo continuo son los siguientes:
- Saint-Lambert, Michel de, Nouveau traité de l'accompagnement du Clavecin, de l'Orgue et des autres instruments, (Paris, 1707)[8]
- Dandrieu, Jean-François, Principes de l'Acompagnement du Clavecin, (Paris, 1718)[9]
- Rameau, Jean-Philippe, Traité de l'harmonie réduite à ses principes naturels, (Paris, 1722)[10]

## Tipos de cifrados básicos
- 5
3
- Este cifrado indica que el acorde está en estado fundamental a partir del bajo. En ocasiones se omite este cifrado por sobreentenderse.

P. ej.: do en tercera-quinta (así se lee el cifrado) corresponde al acorde do - mi - sol (do mayor).
- 6
- Indica que el acorde está en primera inversión, esto quiere decir que la nota del bajo corresponde a la mediante (3ª) del acorde.

P, ej.: mi en sexta corresponde al acorde mi - sol - do  o bien  mi - do - sol , ambos son el mismo acorde: do mayor.
- 6
4
- Indica que el acorde está en segunda inversión, es decir, que bajo corresponde a la dominante del acorde (5ª).

P. ej.: sol en cuarta-sexta corresponde al acorde de do mayor.
- 7
- Indica el acorde con séptima en estado fundamental.

P. ej.: do en séptima es do - mi - sol - sib.
- 6
5
- Corresponde al acorde con séptima en primera inversión (3ª en el bajo).

P. ej.: mi en quinta-sexta corresponde al acorde de do mayor con séptima.
- 4
3
- Es el acorde con séptima en segunda inversión (5ª en el bajo).

P. ej. en do mayor: sol - sib - do - mi. 
- 2
- Es el acorde con séptima en tercera inversión (séptima en el bajo).

En el ejemplo de do mayor, sib estaría en el bajo.
Los accidentes se refieren a la tonalidad sobre la cual la música está escrita. Así, en Do mayor, 7 sobre una nota do significa do-mi-sol-si; mientras que en do-menor, el mismo 7 sobre una nota do significa do-mib-sol-sib;